# Lluís Farré Estrada
Lluís Farré Estrada, (Barcelona, 12 de gener de 1970) és un escriptor i il·lustrador de literatura infantil i juvenil, i dissenyador de jocs.
Llicenciat en Belles Arts a la Universitat de Barcelona, l'any 1993. Tot i que els inicis en el terreny de la il·lustració són en l'àmbit científic (sobretot el mèdic), aviat es decanta per la literatura infantil i juvenil. Amb el temps, amplia la seva activitat a l'escriptura, i els darrers anys, comença a dissenyar jocs, creant la marca pròpia Paquita’s Toys.

## Obres[1][2]
Llibres que ha escrit
- Ramonet, vés-te'n a.[3]
- Un parell de bogeries
- Endrapallibres[4]
- El pop Pep
- El nen gris (il·lustrat per Gusti)
- L'ovella Paquita[5]
- Bona nit Genís
- Els tres reis d'Orient
- La llegenda de St. Jordi
- L'Arca de Noè
- Les mil i una nits
- Pors, manies i vergonyes
- Ulls negres
- Canalla
- Una història de nombres
- Retrat de família
- Alça!

Alguns dels llibres que ha il·lustrat
- Quina gana tinc!
- La Bruixa de Cadaqués
- Leandre, el nen horrible
- Una revolta d'estar per casa
- Papallones Blaves
- If you were a kid at the First Thanksgiving
- If you were a kid in the Thirteen Colonies
- If you were a kid on the Oregon Trail
- Què t’empatolles, Carlota!
- Les tres Reines d'Orient
- La limusina
- Els nens voladors
- L'excavaller Sant Jordi

## Premis
- 1995: Premi Lazarillo d'Il·lustració
- 2002: Premi Serra d'Or al millor llilbre il·lustrat per Endrapallibres (amb il·lustracions de l'autor)
- 2005: Premi Junceda en la modalitat de llibre de text
- 2006: Premi Hospital Sant Joan de Déu per la història El Nen Gris
- 2007: Premi Serra d'Or al millor llibre il·lustrat per El Nen Gris (amb il·lustracions de Gusti)
- 2007:The White Ravens List per El Nen Gris
- 2010: Premi Serra d'Or per la versió pop-up de L'arca de Noè (amb il·lustracions de Mercè Canals)